# Lisa the Simpson
«Lisa the Simpson» (с англ. — «Лиза, из Симпсонов») — семнадцатый эпизод девятого сезона мультсериала «Симпсоны». Впервые вышел в эфир 8 марта 1998 года. Сценарий написал Нед Голдрейер, а режиссёром серии стала Сьюзи Диттер. Этот эпизод — последний, в котором Билл Оукли и Джош Вайнштейн являются исполнительными продюсерами.

## Сюжет
Лиза, к своему ужасу, не может решить головоломку на обложке завтрака, который она купила (хотя всем остальным это удалось), и из-за неё забывает обо всем, даже о своем домашнем задании, которое она всегда выполняет. От этого Лиза очень злится. Даже игра на саксофоне не приносит ей удовлетворения. Лиза обращается за советом к Дедушке Симпсону, тот, в свою очередь, рассказывает ей о том, что все Симпсоны «тупели» в восьмилетнем возрасте: Гомер и Барт сначала были отличниками, но всех их (и Дедушку в том числе) ждало «отупение». Спасения от этого нет, дедушка советует Лизе смириться с этим. Но Лиза не хочет сдаваться и идёт к Доктору Хибберту за помощью. Тот показывает ей учебный фильм о ДНК, который ничего нового Лизе не открывает. Лиза решает смириться со своей участью и начинает больше времени проводить с Гомером и Бартом, хотя их развлечения ей не очень нравятся. В конце концов поедание Гомером и Бартом растаявших шоколадок прямо с пола выводит её из себя, и она кричит, что не хочет закончить свою жизнь, как они, и в слезах убегает.
Тем временем Джаспер Бэрдли замораживает себя в магазине «На скорую руку», чтобы попасть в будущее. Взглянуть на «сосульку» приходит доктор Ник Ривьера. Он подтверждает, что Джаспер живой. Хулиганы невольно подсказывают Апу идею заработка — показывать замороженного деда как аттракцион. Апу переименовывает свой магазин в «Freak-E-Mart» (Чудо-Март), а Джаспера называет Замороженным Снежным Человеком и на этом зарабатывает неплохие деньги. В конце концов Богатый Техасец решает купить это чудо, но, к несчастью, кто-то выключил холодильник и Джаспер растаял и, думая, что он в будущем, уходит из Чудо-Марта. Но Апу со своим братом не сдаётся — он опять переименовывает магазин в стриптиз-бар «Nude-E-Mart» и стоит с братом на входе в полностью обнажённом виде.
Лиза решает, что рано или поздно её мозг станет таким, как у всех Симпсонов. Она решает в последний раз устроить «пир» своему мозгу и отправляется в музей и в джаз-клуб. Певица из этого клуба говорит Лизе, что если что-то накипело, нужно об этом обязательно рассказать. Тогда Лиза идёт на телестудию и выступает со своей речью по телевизору. Её видят остальные Симпсоны и, узнав, что дедушка наговорил ей о «гене Симпсонов», решают помочь дочке. Гомер приводит всех знакомых ему Симпсонов, но все они оказываются неудачниками. Лиза ещё больше расстроилась, но тут Мардж замечает, что Гомер опрашивал только Симпсонов — мужчин. Женщины — Симпсоны являются авторитетными людьми, так как, по их словам, «ген Симпсонов хранится только в хромосоме Y», которой, разумеется, нет у женщин. Лиза этим очень довольна, более того, ей удается разгадать головоломку с коробки для завтраков, а это значит, что жизнь Лизы налаживается.